# سیارک ۶۵۰۰۱
سیارک ۶۵۰۰۱ (به انگلیسی: 65001 Teodorescu، نامگذاری:2002AF67) شصت و پنج هزار و یکمین سیارک کشف شده‌است که در ۹ ژانویه ۲۰۰۲ کشف شد.

## منابع

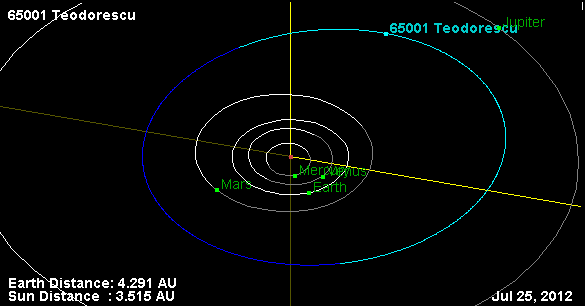